# 國武豐喜
國武豐喜（日语：／ Kunitake Toyoki，1936年2月16日—），日本化學家，現任九州大學高等研究員特別主幹教授。瑞寶重光章、紫綬褒章及文化勳章表彰。文化功勞者。
國武教授是分子組織化學的權威，2015年獲得京都獎。

## 主要貢獻
以分子組織化學的概念建立了材料科學的基礎，包括完成世界最初人工磷脂双分子层，是透過人工分子自組織方式形成生物膜的第一人。

## 生平
1936年2月16日，國武豐喜出生於日本福岡縣久留米市，九州大學工學部應用化學科畢業。碩士（九州大學），理學博士（宾夕法尼亚大学）。
1962年9月擔任美國加州理工學院博士後研究員。1963年2月返國擔任九州大學工學部副教授，1974年2月升為教授。
1999年4月擔任北九州市立大學教授，2008年3月退休，擔任纳米膜有限公司董事、北九州產業學術推進機構理事長。
2016年1月擔任九州大學高等研究員特別主幹教授。

## 榮譽
- 高分子學會獎
- 日本化學會獎（日语：日本化学会賞）
- 向井獎
- 高分子科學功績獎
- 紫綬褒章
- 日本學士院獎
- 文化功勞者
- 2011年 瑞寶重光章
- 2014年 文化勳章[3]
- 2015年 京都獎尖端科技部門

## 門生
國武豐喜門生眾多，知名者包括：
- 新海征治－崇城大學、九州大學教授
- 岡畑惠雄（日语：岡畑恵雄）－東京工業大學教授
- 中嶋直敏－九州大學教授
- 東信行－同志社大學教授
- 下村政嗣－東北大學教授
- 伊原博隆－熊本大學教授
- 君塚信夫（日语：君塚信夫）－九州大學教授
- 濱地格－京都大學教授
- 國武雅司－熊本大學教授
- 山田哲弘－千葉大學教授
- 一之瀬泉－物質・材料研究機構中心長
- 米澤徹（日语：米澤徹）－北海道大學教授
- 田中正剛－名古屋工業大學助教
- 松根英樹－九州大學助教
- 黑岩敬太－崇城大學助教

## 外部連結
- ナノネットインタビュー （日語）
- RIKEN NEWS 2007年1月号インタビュー[永久] （日語）
- ERATO国武化学組織プロジェクト（页面存档备份，存于） （日語）
- ICORP超分子プロジェクト （日語）
- 九州大学大学院工学研究院 応用化学部門分子教室（页面存档备份，存于） （日語）
- 株式会社ナノメンブレン（页面存档备份，存于） （日語）
- 北九州産業学術推進機構（页面存档备份，存于） （日語）
- 日本著名化学家 Toyoki Kunitake教授访问我校-学部动态-首页-浙大理学部公众网 （中文）